# Schmalenbeck
Schmalenbeck – stacja metra hamburskiego na linii U1. Znajduje się w gminie Großhansdorf. Stacja została otwarta 5 listopada 1921. 

## Położenie
Stacja Schmalenbeckposiada peron wyspowy o długości 120 metrów, na zachód od "Ahrensfelder Weg".
Znajduje się tu parkin P+R na 66 miejsc.